# Marco Wehr

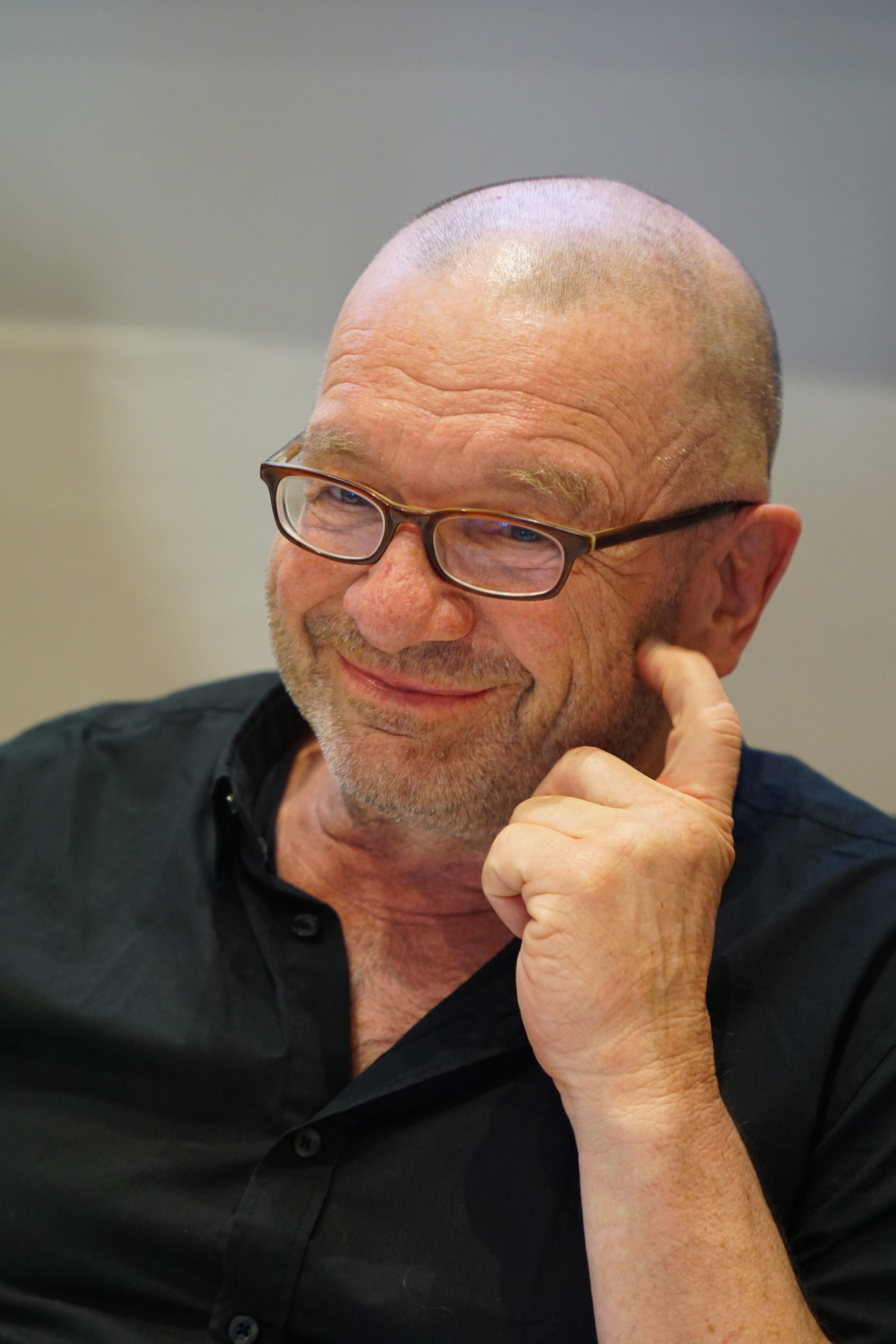
Marco Wehr während der Stadtwiki-Tage 2025 in Tübingen

Marco Wehr (* 21. November 1961 in Wuppertal) ist ein deutscher Physiker, Philosoph und Tänzer. Er arbeitet als Buchautor, freier Journalist, Vortragsredner und Tänzer und ist Gründer und Leiter des Philosophischen Labors in Tübingen.

## Ausbildung
Wehr besuchte das Wilhelm-Dörpfeld-Gymnasium in Wuppertal und machte 1980 sein Abitur. Danach folgte ein zweijähriger Zivildienst bei der Johanniter-Unfall-Hilfe als Rettungssanitäter. 1982 ging Marco Wehr nach Tübingen und absolvierte vor Studienbeginn ein viermonatiges Praktikum am Max-Planck-Instituts für Immungenetik. Im selben Jahr begann er in Tübingen Chemie zu studieren. Nach vier Semestern wechselte er zum Fach Physik und schloss sein Studium 1989 mit dem Diplom ab. Sein Schwerpunktfach war „Informationsverarbeitung in Nervensystemen“. Der Titel seiner Diplomarbeit lautete „Die Beziehung des Gödelschen Unvollständigkeitsbeweises zum endophysikalischen Beobachtungsproblem“. Neben dem Physikstudium studierte Wehr in Tübingen auch Philosophie. 1990 wechselte Marco Wehr zur Philipps-Universität Marburg und promovierte bei Peter Janich in Philosophie. Seine Doktorarbeit hieß: „Chaos - Eine wissenschaftstheoretische Untersuchung“. Die Promotion erschien später in gekürzter Form bei Klett-Cotta als Sachbuch. Der Titel lautete: „Der Schmetterlingsdefekt – Turbulenzen in der Chaostheorie“. Seit 1986 arbeitet Marco Wehr zudem professionell als Tänzer und Autor. Wegen seiner Vielseitigkeit wurde er in der ZEIT als „Kopf mit Körper“ bezeichnet.

## Autor
Während seines Physikstudiums machte Marco Wehr Hintergrundrecherchen für die Zeitschrift Geo und schrieb für Bild der Wissenschaft, Spektrum der Wissenschaft und die ZEIT. Sein erstes Buch, das er mit Martin Weinmann herausbrachte, hatte die menschliche Hand zum Gegenstand. In diesem Buch wurde gezeigt, wie eng menschliches Denken mit der speziellen Funktionsweise des menschlichen Körpers zusammenhängt. 2003 veröffentlichte Wehr das Buch „Der Schmetterlingsdefekt“. Danach arbeitete er an einem Roman, der abgeschlossen, aber nicht veröffentlicht ist. 2007 erschien der Philosophieverführer „Welche Farbe hat die Zeit“. 2014 veröffentlichte er das Buch „Kleine Kinder sind große Lehrer“, das sich mit den besonderen Lernstrategien von Kindern auseinandersetzt. Als Essayist arbeitet er seit 2010 hauptsächlich für die FAZ und den SWR. Als Autor und Redner beschäftigt er sich mit Problemen der Planbarkeit und Komplexität sowie der Beziehung von Körper und Denken. Außerdem hinterfragt er die Mathematisierung und Digitalisierung der Welt.

## Tänzer
Marco Wehr begann seine tänzerische Ausbildung 1979 bei Luis Mijares in Afro Contemporary Dance. Später lernte er bei Ismael Ivo, Elsa Wolliaston und Germaine Acogny. Zwischen 1982 und 1995 unternahm er Studienreisen nach Brasilien, Kolumbien, die USA und in die Karibik. In Brasilien lernte er vor allen Dingen Samba. Er war Privatschüler von Carlinhos de Jesus, Brasiliens bekanntestem Sambista. Außerdem absolvierte er eine Berufsausbildung in Afro-Brasilianischer Percussion bei Dudu Tucci. Seit 1995 beschäftigt er sich zudem mit Hip-Hop und Housedance.
Seit 1983 unterrichtet er Afro Contemporary Dance, Samba, Hip Hop und Urban Styles im In- und Ausland. Marco Wehr hatte einen Lehrauftrag für Tanz an der Hochschule in Ludwigsburg. Zusammen mit Niels „Storm“ Robitzky leitete er 15 Jahre die Ausbildung „Urban Styles – from HipHop to House“, die Tänzer in den urbanen Stilen professionalisierte. Seit 2013 ist Wehr Lehrbeauftragter und Mitbegründer der Hochschule für Zeitgenössischen Urbanen Bühnentanz in Zürich. Er war künstlerischer Leiter des urbanen Bereichs und entwickelte das Hochschulcurriculum für die urbanen Tanzstile. Neben dem Unterricht gründete er 1988 die Tübinger-Tanz-Theater-Tage (mit Susanne Linke, Gerhard Bohner, Carlotta Ikeda und anderen).
Als Bühnenkünstler trat er mehrere Jahre mit der Malerin Barbara Heinisch auf. Er arbeitete mit den Choreographinnen Leonore Ickstadt und Karen Bamonte. Auch produzierte er das Stück „Mayhem“, aufgeführt in Berlin und Philadelphia. Als Solist tanzte er mit Dudu Tucci auf dem „Viva Afro-Brasil“, dem größten brasilianischen Festival in Europa, und kreierte Shows für BMW, IBM und andere. Von 2009 bis 2018 spielte er zusammen mit Poppin Hood das abendfüllende Tanztheaterstück „VoodooVibes“, das zum Beispiel im Festspielhaus Bregenz oder beim „We are one“-Festival in Shanghai gezeigt wurde.

## Stipendien und Auszeichnungen
Marco Wehr wurde von der Friedrich-Naumann-Stiftung im Rahmen seines Physikstudiums gefördert. Danach bekam er von derselben Stiftung ein Promotionsstipendium. Seine Bücher wurden mehrfach ausgezeichnet und waren auf den Besten- und Bestsellerlisten. Mit seinen Essays und Radiobeiträgen war Marco Wehr mehrfach im Finale wichtiger deutscher Journalistenpreise (Henri-Nannen- und Georg von Holtzbrinck Preis).

## Veröffentlichungen
- Chaos : eine wissenschaftstheoretische Untersuchung. Dissertation, Marburg 1988.
- Der Schmetterlingsdefekt – Turbulenzen in der Chaostheorie. Klett/Cotta, Stuttgart 2002, ISBN 3-608-94322-6.
- Mit Martin Weinmann: Die Hand – Werkzeug des Geistes. Elsevier, München 2005.
- Welche Farbe hat die Zeit? – Wie Kinder uns zum Denken bringen. Eichborn, Berlin 2007.
- Kleine Kinder sind große Lehrer – Das Genie der frühen Jahre. Beltz, Weinheim 2014, ISBN 978-3-407-85990-7.
- Komplexe neue Welt – und wie wir lernen, damit klarzukommen. Galiani, Berlin, 2024, ISBN 978-3-86971-262-8.